# Itagaki Szeisiró
Itagaki Szeisiró (板垣 征四郎; Hepburn: Seishirō Itagaki) a Japán Császári Hadsereg tábornoka és hadügyminiszter volt a második világháború idején. A mukdeni incidens egyik fő szervezőjeként, illetve más emberiség- és békeellenes tevékenységekért halálra ítélték, és 1948. december 23-án kivégezték.

## Élete

### Fiatalkora
1885. január 21-én született az Ivate prefektúrabeli Morioka városában, egy szamuráj családba, amely korábban a Nanbu klánt szolgálta.  1904-ben végezte el a Japán Császári Katonai Akadémiát, majd részt vett az 1904–05-ös orosz–japán háborúban.
1924–1926 között Japán katonai attaséja volt Kínában. Hazatérése után több beosztást is kapott a Japán Császári Hadsereg vezérkarában, mielőtt 1927-ben a Dél-Mandzsúriában állomásozó 33. gyalogos dandár parancsnokává nevezték ki. A dandárt a 10. hadosztályhoz csatolták 1927–1928 között. Ezek után Itagakit immáron a Kvantung-hadsereg tisztjeként áthelyezték a 33. gyalogos ezredhez, amelyet 1928–1929 között parancsnokolt.

### Mandzsúriában
1931-ben a Kvantung-hadsereg hírszerzési részlegének a vezetőjévé nevezték ki, amely pozíció nagy segítségére volt a mukdeni incidens kitervelésében és végrehajtásában. Itagaki ezredes, Isivara Kandzsi alezredes és Doihara Kendzsi ezredes közösen dolgozták ki Mandzsúria lerohanásának tervét, amelyet Tokióban a vezérkar elé is tártak. Ezt a tervet azonban a vezérkar csak akkor találta véghezvihetőnek, ha a kínaiak lépnek fel agresszorként. Mivel erre igen kis esély mutatkozott, Itagaki mindent megtett, hogy támadásra provokálja a kínai hatóságokat. Mikor a kormány végül elküldte Tatekava vezérőrnagyot, aki egyébként maga is a konspirálók közé tartozott, a Kvantung-hadsereg megfegyelmezésére, Itagaki úgy döntött, akcióba lép. Hosszas tervezés és előkészület eredményeképpen már minden készen állt egy összecsapás kiprovokálására. Szeptember 18-án sor került a mukdeni incidensre. Itagaki a napot Tatekava tábornoknál töltötte, aki azonban nem kívánta a tervet lefújni, és hagyta, hogy Itagaki úgymond tőrbe csalja: reggelig gésák társaságát élvezte.
Mandzsúria megszállása után fontos szerepet játszott Mandzsukuo bábállam létrehozásában, amelynek 1932–1934 között katonai tanácsadója volt. A hadseregben abban is szerepe volt, hogy bármilyen módon, de már használatban levő földterületeket szerezzen, s ezeket legtöbb esetben erőszakkal vették el kínai parasztoktól, hogy oda japán földműveseket telepítsenek. Az incidens után katonai karrierje meredeken ívelt felfelé: 1934-ben a Kvantung-hadsereg vezérkari főnökhelyettese lett, majd 1936-tól ő töltötte be a vezérkari főnök tisztségét.

### Második kínai–japán háború
A második kínai–japán háború kezdetén, 1937 és 1938 között az 5. hadosztály parancsnoka volt, és egysége azt a parancsot kapta, hogy Mandzsukuóból kiindulva foglalja el Északkelet-Kínát. Részt vett a peking-tiencsini csatában, a kínai nagy fal menti harcokban és a tajjüani csatában.  Azonban a hszücsoui csata folyamán csapatai Tajercsuang elfoglalásánál kudarcot vallottak, és így nem tudtak a 10. hadosztály segítségére sietni, ami lehetővé tette a kínaiak számára, hogy első jelentős győzelmüket elérjék a háború folyamán.

### Hadügyminiszter

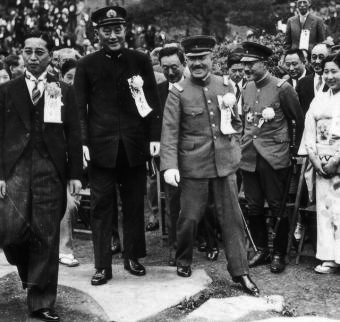
Itagaki, mint hadügyminiszter (középen) Tódzsó Hideki miniszterhelyettessel (jobboldalt)

1938-ban hazahívták Japánba, és 1939 augusztusáig hadügyminiszterként ténykedhetett. Ezen időszak alatt Itagaki mindent megpróbált, hogy saját háborús elképzeléseit a kormányban véghez vigye. Így a Haszan-tónál bekövetkezett japán katonai vereség után igyekezett rábeszélni a császárt egy katonai ellencsapásra, sikertelenül. Mindvégig támogatta a Szovjetunió, Franciaország és Nagy-Britannia elleni háborús föllépést, és Japán feltétel nélküli szövetségét Németországgal és Olaszországgal. Amikor 1939. augusztus 23-án a Molotov–Ribbentrop-paktummal összeomlott az addigi japán külpolitikai koncepció, és a kormány lemondott, Itagaki is távozni kényszerült a hadügyminiszteri székből.

### Karrierje vége
1939 szeptemberében visszaküldték Kínába, ezúttal a Kínai Expedíciós Haderő vezérkari főnökeként. Azonban a japán erők veresége a Halhin-goli csatában súlyos csapás volt a karrierjére. Áthelyezték a Koreai Hadsereg élére, amit igen jelentéktelen pozíciónak tartottak.
Azonban ahogy a japán háborús helyzet egyre romlott, úgy vált a Koreai Hadsereg egyre fontosabbá, 1945-ben már 17. körzeti hadsereg néven. 1945 áprilisában áthelyezték a 7. körzeti hadsereg élére, amely Malájföldet és Szingapúrt védte. 1945. szeptember 12-én Louis Mountbatten admirális előtt tette le a fegyvert Szingapúrban.
A háború után háborús bűnökkel vádolták meg, főleg Mandzsúria japán megszállásával, hadügyminiszteri pozíciójában tett háborús erőfeszítéseivel és a hadifoglyokkal való rossz bánásmóddal kapcsolatban. A Távol-keleti Nemzetközi Katonai Törvényszék (International Military Tribunal for the Far East, IMTFE) bűnösnek találta az 1., 27., 29., 31., 32., 35., 36. és 54. vádpontban, és kötél általi halálra ítélte. Az ítéletet 1948. december 23-án hajtották végre Tokióban.

## Fordítás
- Ez a szócikk részben vagy egészben  a   Seishirō Itagaki című angol Wikipédia-szócikk ezen változatának fordításán alapul.  Az eredeti cikk szerkesztőit annak laptörténete sorolja fel. Ez a jelzés csupán a megfogalmazás eredetét és a szerzői jogokat jelzi, nem szolgál a cikkben szereplő információk forrásmegjelöléseként.